# 蕉山乡
蕉山乡，是中华人民共和国山西省大同市广灵县下辖的一个乡镇级行政单位。

## 行政区划
蕉山乡下辖以下地区：
西蕉山村、南蕉山村、中蕉山村、东蕉山东堡村、东蕉山西堡村、龙虎岩村、洗马庄村、东崖头村、西崖头村、八角地村、杜家庄村、殷家庄村、罗疃村、马山村和曹川村。